# Conus bruuni
Espèce
Statut de conservation UICN

 LC  : Préoccupation mineure
Conus bruuni est une espèce de mollusques gastéropodes marins de la famille des Conidae.
Comme toutes les espèces du genre Conus, ces escargots sont prédateurs et venimeux. Ils sont capables de « piquer » les humains et doivent donc être manipulés avec précaution, voire pas du tout.

## Description
La taille de la coquille varie entre 33 mm et 61 mm.

## Distribution
Cette espèce marine est présente au large de la Nouvelle-Zélande (îles Kermadec) et de la Nouvelle-Calédonie.

### Niveau de risque d’extinction de l’espèce
Selon l'analyse de l'UICN réalisée en 2011 pour la définition du niveau de risque d'extinction, cette espèce peut être trouvée de la Nouvelle-Calédonie, y compris les îles Chesterfield au nord jusqu'aux îles Kermadec au sud. Il n'y a pas de menaces majeures connues pour affecter cette espèce et elle a une large gamme dans les eaux profondes qui la rend moins susceptible d'être affectée par des perturbations anthropiques. Elle est répertoriée comme étant de préoccupation mineure.

## Taxonomie

### Publication originale
L'espèce Conus bruuni a été décrite pour la première fois en 1958 par le malacologiste néo-zélandais Arthur William Baden Powell,.

### Synonymes
- Afonsoconus bruuni (Powell, 1958) · non accepté
- Asprella bruuni (Powell, 1958) · non accepté
- Conus (Afonsoconus) bruuni Powell, 1958 · appellation alternative
- Conus (Dauciconus) bruuni Powell, 1958 · appellation alternative

## Identifiants taxonomiques
Chaque taxon catalogué par les bases de données biologiques et taxonomiques possède un identifiant qui permet d'établir un point de référence. Les identifiants de Conus bruuni dans les principales bases sont les suivants :
BOLD : 596845 - CoL : XX3D - GBIF : 5795822 - iNaturalist : 387852 - IRMNG : 10081035 - NCBI : 592122 - TAXREF : 105719 - UICN : 192489 - WoRMS : 428980